# ماوريسيو أفونسو (لاعب كرة قدم)
ماوريسيو أفونسو (16 نوفمبر 1961 في الهند - ) هو لاعب كرة قدم هندي في مركز الوسط، شارك في دورة الألعاب الآسيوية 1986. وشارك مع منتخب الهند لكرة القدم. أما مع النوادي، فقد لعب مع نادي ديمبو ونادي سالغاوكار.

## وصلات خارجية
- ماوريسيو أفونسو على موقع ناشيونال فوتبول تيمز (الإنجليزية)